# Liste du patrimoine mondial à Singapour
Cet article recense les sites inscrits au patrimoine mondial à Singapour.

## Statistiques
Singapour ratifie la Convention pour la protection du patrimoine mondial, culturel et naturel le 19 juin 2012.
En 2024, Singapour compte un bien inscrit au patrimoine mondial. Dans le même temps, le pays a proposé un bien sur sa liste indicative.

## Listes

### Patrimoine mondial
Le site suivant est inscrit au patrimoine mondial. Sa désignation est celle officiellement employée par l'UNESCO.
| Id.  | Bien                            | Année | Superficie (ha) | Critères et notes    | Coordonnées                  | Illus. |
| ---- | ------------------------------- | ----- | --------------- | -------------------- | ---------------------------- | ------ |
| 1483 | Jardins botaniques de Singapour | 2015  | 49              | Culturel, (ii), (iv) | 1° 19′ 01″ N, 103° 49′ 01″ E |        |

### Liste indicative
Le bien suivant est proposé sur la liste indicative du pays en 2024. Le nom fourni par Singapour est en anglais : la traduction en français est donnée ici à titre indicatif.
| Id.  | Bien                            | Année | Critères et notes | Coordonnées                  | Illus. |
| ---- | ------------------------------- | ----- | ----------------- | ---------------------------- | ------ |
| 6620 | Ensemble civique du Padang (en) | 2022  | Culturel, (iv)    | 1° 17′ 28″ N, 103° 51′ 11″ E |        |